# Karvianjoki
Der Karvianjoki ist ein Fluss und Flusssystem im Südwesten Finnlands.
Sein Einzugsgebiet erstreckt sich hauptsächlich über den Norden der Landschaft Satakunta.
Er hat seinen Ursprung im See Karvianjärvi im Nordosten von Satakunta.
Von dort fließt er in südlichen und westlichen Richtungen.
Dabei durchfließt er die Seen Kirkkojärvi, Kynäsjärvi, Inhottujärvi und Isojärvi.
Im Inhottujärvi und im Isojärvi verlässt jeweils ein kleiner Mündungsarm den See in südlicher Richtung.
Den Hauptarm zwischen diesen beiden Seen bildet der Pomarkunjoki, unterhalb vom Isojärvi der Merikarvianjoki, welcher südlich von Merikarvia in die Ostsee mündet.
Der südlichste Mündungsarm hat die Bezeichnungen Oravajoki, Noormarkunjoki und Eteläjoki und fließt an dem Ort Noormarkku vorbei.
Der mittlere Mündungsarm, welcher aus dem Isojärvi abfließt, trägt die Namen Salmusoja, Poosjoki und Pohjajoki. Er durchfließt den See Poosjärvi.
Die Gesamtlänge des Flusslaufs beträgt etwa 110 km. Das Einzugsgebiet des Flusssystems umfasst 3438 km².
In den Inhottujärvi mündet von Südosten kommend der Lassilanjoki, welcher den See Karhijärvi entwässert.